# Darbya
Darbya is een geslacht van weekdieren uit de klasse van de Gastropoda (slakken).

## Soort
- Darbya lira Bartsch, 1934